# Pierre Delbet
Pierre Delbet (La Ferté-Gaucher, 15 novembre 1861 – 1957) è stato un anatomista francese.
Nel 1889 ricevette il dottorato in medicina e nel 1909 diventò professore di chirurgia a Parigi. Nel 1921 diventò membro della Académie de Médecine.
Delbet è ricordato per il suo sostegno all'utilizzo del cloruro di magnesio. Durante la prima guerra mondiale, Delbet cercava una soluzione che permettesse di pulire le ferite, ma che non danneggiasse i tessuti come facevano gli altri antisettici. Nel 1915 scoprì che il cloruro di magnesio non era soltanto un antisettico, ma era innocuo per i tessuti del corpo.
Assieme a Jean-François-Auguste le Dentu ed altri autori pubblicò il trattato medico in più volumi Traité de chirurgie clinique et opératoire (1901 e segg.).

## Alcuni scritti
- Clinique chirurgicale, con Ulysse Trélat; 2 volumi, Parigi, 1891.
- Précis d'anatomie topographique, con Nikolaus Rüdinger; Parigi, 1893.
- Asepsie opératoire, con L Bigeard. Parigi, 1901.
- Chirurgie artérielle et veineuse, Parigi, 1906.
- Méthode du traitement des fractures, Parigi, 1916.